# مراجعة النظراء السريرية
تُعرف مراجعة النظراء السريرية(الطبية) بأنها العملية التي يقوم بها اختصاصيو الرعاية الصحية -ومن ضمنهم العاملين في التمريض والصيدلة- بتقييم الأداء السريري لبعضهم بعضًا.
ويشار إلى عملية خاصة بالتخصص وفقًا لذلك (مثلًا، مراجعة الأقران للطبيب المعالج، ومراجعة الأقران في التمريض).
تُجرى مراجعة الأقران السريرية اليوم بطريقة أكثر شيوعًا في المستشفيات، غير أنَّها قد تحدث أيضًا في المراكز الجراحية والممارسات الجماعية الكبيرة. الغرض الأساسي من مراجعة الأقران هو تحسين جودة وسلامة الرعاية. ثانيًا، يؤدي إلى تقليل مسؤولية سوء الممارسة غير المباشرة للمؤسسة وتلبية المتطلبات التنظيمية. في الولايات المتحدة، يشمل ذلك الاعتماد والترخيص والمشاركة في الرعاية الطبية. ثم إن مراجعة الأقران تدعم العمليات الأخرى، التي تطبقها مؤسسات الرعاية الصحية، للتحقق من أن الأطباء يتمتعون بالكفاءة، ويمارسون داخل حدود المعايير المقبولة مهنيًا.

## ملخص
يجب التمييز بين مراجعة النظراء السريرية ومراجعة الأقران التي تستخدمها المجلات الطبية لتقييم مزايا المخطوطة العلمية، ومن عملية مراجعة الأقران المستخدمة لتقييم طلبات منح أبحاث الرعاية الصحية، وأيضًا عن العملية التي يُقيَّم بناءً عليها التدريس السريري. كل هذه الأشكال من مراجعة الأقران متخالطة في مصطلح مراجعة النظراء الطبية. إضافةً لذلك، يُستخدم مصطلح مراجعة النظراء الطبية من قبل الجمعية الطبية الأمريكية (أي إم أي) للإشارة ليس فقط إلى عملية تحسين الجودة والسلامة في مؤسسات الرعاية الصحية، ولكن أيضًا للعملية التي يمكن بوساطتها متابعة الإجراءات السلبية التي تنطوي على امتيازات سريرية أو عضوية المجتمع المهني. إضافةً إلى ذلك، تستخدم المجالس الطبية الحكومية أساليب مراجعة الأقران بكثرة فيما يتعلق بقرارات الترخيص والتحقيق في الشكاوى، ثم إن شركات التأمين تستخدمها في ما يتعلق بعمليات إدارة الاعتماد والاستخدام.

## الطب
في مستشفيات الولايات المتحدة، تشمل مراجعة الأقران السريرية مجموعة متنوعة من الأنشطة، التي يختلف نطاقها عبر المؤسسات. تقوم جميع البرامج تقريبًا بمراجعة السجل الطبي بأثر رجعي (المعروف أيضًا باسم مراجعة الحالة) لجودة الرعاية. يشمل معظمها أيضًا تقييم الممارسة المهنية المستمر (أو بِّي بِّي إي) وتقييم الممارسة المهنية المركّز (اف بِّي بِّي إي) المطلوب من قبل اللجنة المشتركة منذ عام 2007. يشمل العديد منها أيضًا إدارة السلوك التخريبي (أنظر ) وبرامج صحة الأطباء.
يُنظم عادةً نشاط مراجعة النظراء السريري الروتيني (تقييم الأداء) بطريقة منفصلة عن عملية منح الامتياز (تقييم الكفاءة)، ولكن نتائج مراجعة الأقران هي التي تحدد تلك القرارات.
ولكن من منظور قانوني وتنظيمي، فإن الأمر غير واضح. يمكن أن يكون تعريف هيئة مراجعة الأقران واسعًا، فتشمل ليس الأفراد فقط، ولكن أيضًا (في ولاية أوريغون، مثلًا)، لجان الأنسجة، أو الهيئات الإدارية، أو اللجان، متضمنةً لجان الطاقم الطبي لمنشأة رعاية صحية مرخصة، أو أي مجموعة طبية أخرى في ما يتعلق بالبحوث الطبية الحسنة النية أو ضمان الجودة أو مراجعة الاستخدام أو الاعتماد أو التعليم أو التدريب أو الإشراف أو الانضباط للأطباء أو غيرهم من مقدمي الرعاية الصحية.
يعتمد الطاقم الطبي عمومًا على الشاشات العامة للأحداث السلبية لتحديد الحالات لمراجعة الأقران، رغم أنها قد لا تكون الطريقة الأكثر كفاءة أو فعالية. تُطبَّق هذه بصيغة عامة عن طريق تحليل البيانات الإدارية، ولكن الإحالات لمراجعة الأقران يُجرى في كثير من الأحيان من قبل مديري المخاطر والممرضات والطاقم الطبي.
متوسط حجم المراجعة السنوية هو 1-2٪ من حالات دخول المرضى الداخليين إلى المستشفى. وبذلك، قد تكون مراجعة الحالة هي الشكل السائد لتحليل الأحداث السلبية في مستشفيات الولايات المتحدة.
تُجرى عادةً مراجعات الحالة من قبل مراجعين فرديين، ولكن في نحو 70٪ من المستشفيات، تُقدم وتُناقش معظم المراجعات في لجنة قبل اتخاذ القرار النهائي. تشارك الممرضات الآن في لجان مراجعة الأطباء في غالبية البرامج. وهذا يوسع الاتجاه السائد في العقد الماضي لاعتماد التمثيل متعدد التخصصات في اتجاه مراجعة الأقران متعددة التخصصات.
تقيّم بعض هذه اللجان -حاليًا- بنمط روتيني الرعاية التمريضية في أثناء عملية مراجعة الحالة، وقد تتناول جميع فرص التحسين بصورة مباشرة.